# Брынцев, Семён Логвинович
Семён Логвинович Брынцев — советский хозяйственный, государственный и политический деятель, Герой Социалистического Труда.

## Биография
Родился в 1922 году в селе Кострова. Член КПСС.
Участник Великой Отечественной войны, орудийный номер в составе 1732-го зенитно-артиллерийского полка 6-го гвардейского кавалерийского корпуса. С 1946 года — на хозяйственной, общественной и политической работе. В 1946—1982 гг. — тракторист, звеньевой свекловичного звена в местном колхозе села Кострова, звеньевой механизированного звена, начальник механизированного отряда Льговской опытно-селекционной станции Курской области.
Указом Президиума Верховного Совета СССР от 8 апреля 1971 года присвоено звание Героя Социалистического Труда с вручением ордена Ленина и золотой медали «Серп и Молот».
Лауреат Государственной премии СССР (29.10.1980, за выдающиеся достижения в выращивании сахарной свёклы).
Умер в Селекционном в январе 2009 года.